# Liebeskonzil von Remiremont
Das Liebeskonzil von Remiremont oder Concilium Romarici Montis ist ein anonym verfasstes parodistisches Streitgedicht des 12. Jahrhunderts in 241 lateinischen Versen. 
Nach dem Muster theologischer Konzilien und im Stil der Minnehöfe wird darin im Nonnenkloster Remiremont die Frage verhandelt, ob Kleriker oder Ritter die besseren Liebhaber seien. Die Eröffnungszeremonie beinhaltet die programmatische Lesung der Ars amatoria Ovids, die das Evangelium der Versammlung ist. Eine Kardinalin (Cardinalis Domina) leitet die formale Disputation im Auftrag Amors, in der die Nonnen ihre jeweiligen Erfahrungen mit Rittern bzw. Mönchen berichten, Männer und alte Frauen müssen dem Konzil fernbleiben. Das Urteil der Cardinalis domina lautet schließlich: Nur Mönche seien als Liebhaber der Nonnen von Remiremont zugelassen, Verstöße gegen dieses Gebot sollen mit der Exkommunikation bestraft werden.
Aus paläographischen und stilistischen Gründen wird das Liebeskonzil auf das 12. Jahrhundert datiert. Benannt ist es nach dem Kloster in Remiremont (Romarici Mons) in den Vogesen (Bistum Toul), wo sich die Handlung zuträgt. Die Dichtung ist in zwei Handschriften überliefert: In der Stadtbibliothek Trier, Hs. 1081 (wahrscheinlich Mitte des 12. Jahrhunderts) und in einer Prosafassung aus Rommersdorf, geschrieben im 13. Jahrhundert, die sich heute in Landeshauptarchiv Koblenz mit der Signatur 162, 1401 befindet. Erstmals wurde das Liebeskonzil 1848 von Georg Waitz nach der Trierer Handschrift ediert. Wilhelm Meyer veröffentlichte 1914 eine neue Edition, die die zweite Handschrift berücksichtigte.